# Biełoziersk
Biełoziersk (ros. Белозерск) – miasto w obwodzie wołogodzkim w Rosji, do 1777 pod nazwą Biełoziero (ros. Белоозеро). Wymieniony w 862 roku jako siedziba Sineusa, brata wikińskiego władcy Ruryka.
Członek turystycznej Nowej Hanzy. Gospodarka opiera się głównie na przemyśle drzewnym i spożywczym.
Miejscowość została wymieniona w "Powieści minionych lat".

## Zabytki

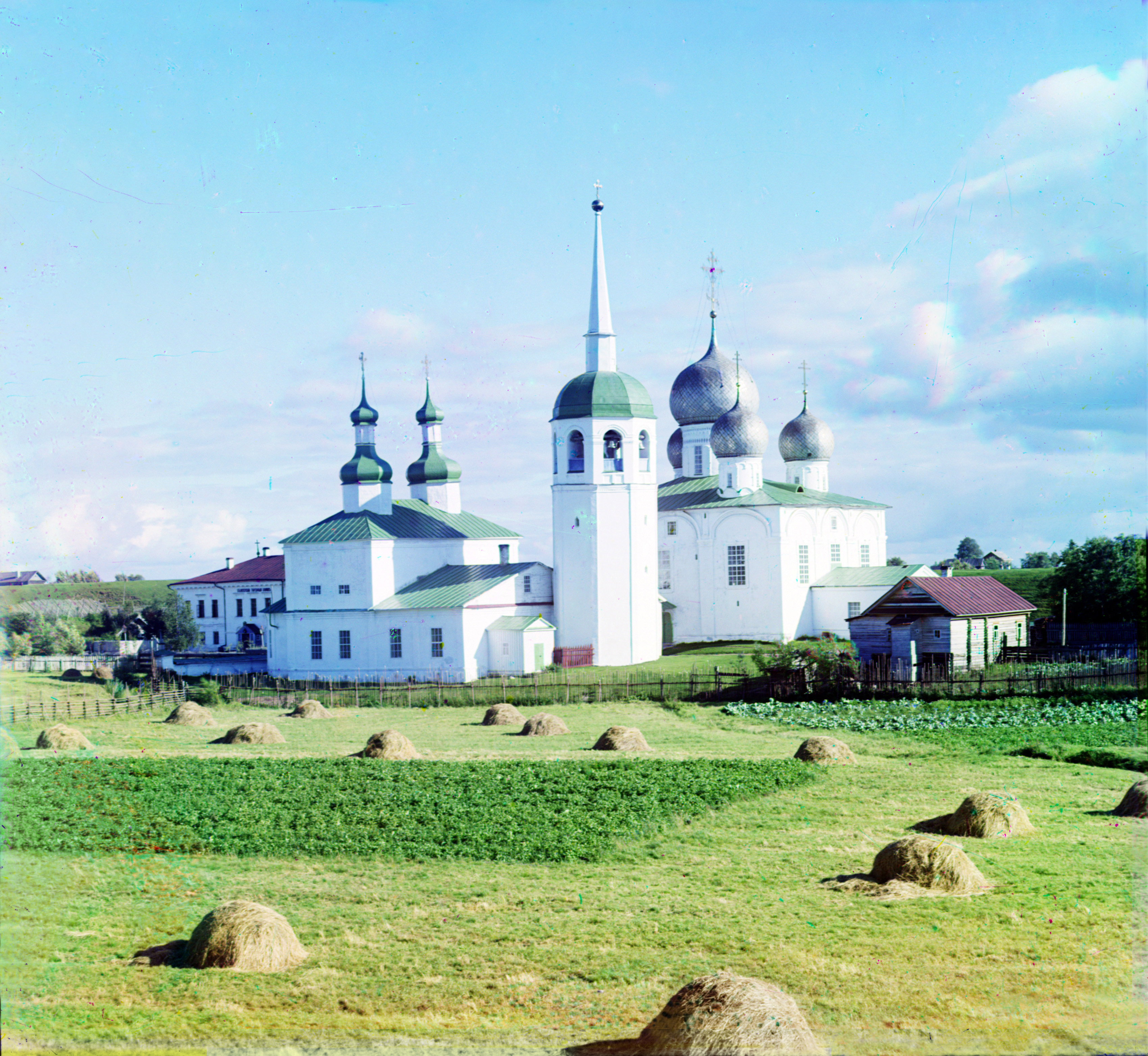
Cerkiew Zaśnięcia (fotografia z 1909 r.)

- Murowana cerkiew Zaśnięcia z 1113 roku
- Sobór Przemienienia Pańskiego z XVII w.[1]
- Drewniana cerkiew Ijii Proroka z 1690 r.
- Kamienny most z końca XVII w.
- Kamienice kupieckie z pierwszej połowy XIX w.

## Miasta partnerskie
- Skien